# Miguel de Bragança (1878-1923)
Pour les articles homonymes, voir Michel de Bragance (1853-1927) et Miguel de Bragance (1946).
Miguel de Bragança, né à Reichenau an der Rax, en Autriche-Hongrie le 22 septembre 1878 et mort le 21 février 1923, est un membre de la famille de Bragance et prétendant au titre de duc de Viseu. Il est le plus âgé des enfants du prétendant miguéliste au trône du Portugal, Miguel de Bragança. Il épouse une héritière américaine en 1909, dont il a trois enfants. Son père et lui renoncent au trône en 1920, pour favoriser l'union d'une partie des monarchistes portugais.

## Biographie

### Jeunesse

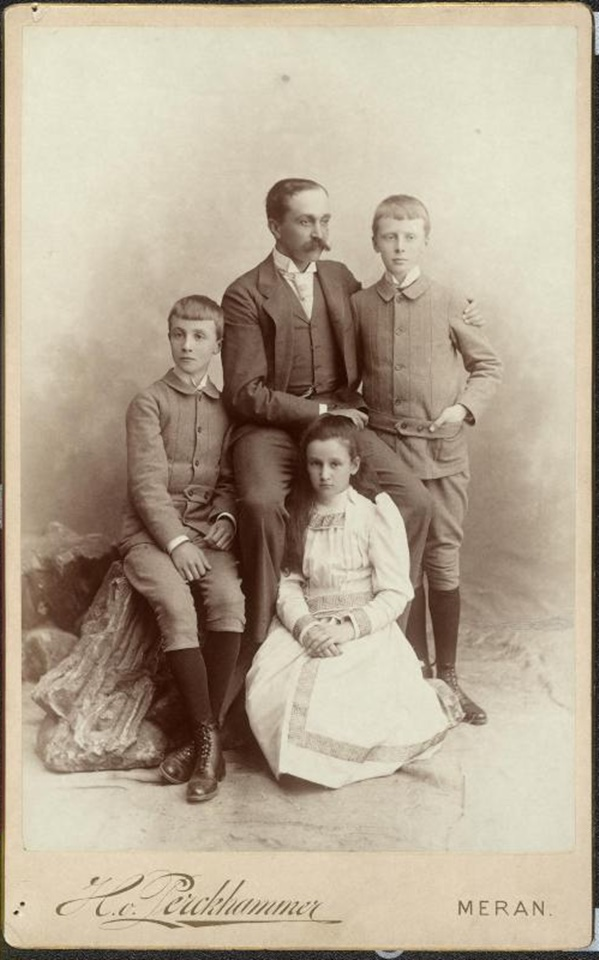
Miguel (en haut à droite) avec son père Miguel, son frère François-Joseph et sa sœur Marie-Thérèse.

Miguel de Bragança est le fils aîné et héritier du prétendant miguéliste au trône de Portugal, Michel de Bragance, et de sa première épouse, la princesse Élisabeth von Thurn und Taxis et en ligne maternelle, un neveu de l'impératrice d'Autriche, de l'ex-reine des Deux-Siciles, de la duchesse d'Alençon et un cousin germain de la reine des Belges et de la princesse royale de Bavière.
Le père de Miguel est le chef de la branche cadette des Bragance (qui devient aînée en 1891), exilée en vertu de la loi portugaise de bannissement de 1834 et de la constitution de 1838, ce qui est dû à ce que, en 1828, son grand-père  Michel a usurpé le trône de Portugal qui revenait à sa nièce, la  reine  Marie II. Il a régné comme roi jusqu'en 1834, date de la restauration de  Marie II. Sa mère meurt à l'âge de 21 ans après avoir donné le jour à son troisième enfant.
Comme son père, Miguel embrasse une carrière militaire et sert dans un régiment de cavalerie du royaume de Saxe. Le 16 septembre 1900, alors que Miguel roule vers la ville dans un phaéton après avoir assisté à un dîner dans une maison de campagne, sa voiture est happée par les roues de la voiture du prince Albert de Saxe, le fils du prince Georges, et le neveu du roi régnant Albert. La collision est si violente que la voiture du prince Albert verse dans le fossé. Le prince Albert meurt quelques heures après. Parce qu'il ne peut être déterminé si l'accident était intentionnel Miguel échappe à la cour martiale, mais il est forcé de renoncer à son commandement dans l'armée et doit quitter le pays.
Un an plus tard, il provoque une nouvelle controverse quand il est établi que, pendant que le roi Charles Ier rendait visite au Royaume-Uni, Miguel est entré au Portugal pour aider un soulèvement contre le roi. Lorsque cela est découvert, il devient effectivement un paria.

### Mariage et descendance
Le 9 juillet 1909, à  Londres, Miguel annonce ses fiançailles avec l'héritière américaine, Anita Stewart, fille de William Rhinelander Stewart et Annie McKee Armstrong. Après que ses parents eurent divorcé, en août 1906, sa mère épouse le multimillionnaire James Henry Smith.
Miguel et Anita Stewart se marient au château de Tullocprès de Dingwall en Écosse le 15 septembre 1909. La cérémonie religieuse a lieu dans la chapelle catholique Saint-Laurent, à Dingwall. Les époux sont unis par l'évêque catholique d'Aberdeen, Mgr Aeneas Chisholm (en), qui lit la bénédiction du pape et rappela qu'en 1336 [sic] le roi Jean Ier de Portugal était venu en Écosse se marier avec Philippa de Lancastre. Ce mariage n'empêche pas à Miguel de garder son rang théorique dans l'ordre de succession — théorique, car les descendants de Michel Ier sont déjà privés de leurs droits de succession au trône — car la notion de mariage morganatique n'existe pas dans la loi et la coutume portugaise.
Juste avant le mariage, Anita Stewart est titrée princesse de Bragance par l'empereur d'Autriche, François-Joseph. C'est le premier mariage royal en Écosse depuis l'époque des Stuart.
De leur mariage Miguel et sa femme ont trois enfants, Isabel "Nadejda", John et Miguel. Les enfants, nés « princesse et princes de Bragance », sont infante et infants de Portugal pour les miguelistes jusqu'en 1920, lorsque le prince Miguel renonce à ses droits dynastiques, pour lui et ses descendants.

#### Enfants
| Nom                 | Naissance        | Mort           | Notes |
| ------------------- | ---------------- | -------------- | --- |
| Nadejda de Bragança | 28 juin 1910     | 13 juin 1946   | Isabel Maria Teresa Micaela Rafaela Gabriela Nadejda de Bragança Mariée d'abord en 1930 à Włodzimierz Dorożyński dont elle a un fils avant de divorcer en 1932. Elle est mariée pour la deuxième fois à Londres le 29 janvier 1942 à René Millet. Elle est morte après une chute qui est requalifiée plus tard en suicide. |
| John de Bragança    | 7 septembre 1912 | 12 mars 1991   | John Miguel Guilherme Aloísio Maria José Rafael Gabriel Francisco de Assis Carlos Henrique António Sebastião Huberto de Bragança Diplômé de Harvard, il sert dans la marine américaine pendant la Seconde Guerre mondiale, avant de devenir vice-président et trésorier de la Rhinelander Real Estate Company, une banque d'investissement immobilier. Il est d'abord marié, le 21 mai 1948, à New York avec Winifred Dodge Seyburn (1917-2010), petite-fille du pionnier de l'automobile de Détroit, John Dodge — dont il a un fils, Miguel, avant de divorcer en 1953. Il est ensuite marié, le 15 mai 1971, avec Katharine Bahnson, née King (1921-2007). |
| Miguel de Bragança  | 8 février 1915   | 7 février 1996 | Miguel Luís Guilherme Maria de Bragança Il travaille comme pilote civil et est marié, à Miami le 18 novembre 1946, avec Anne Hughson dont il a deux enfants, Anita (née en 1947) et Michael (né en 1953). |

### Dernières années
Peu de temps avant son mariage, Miguel est assigné en justice par un syndicat qui lui avait prêté de l'argent quelques années avant alors qu'il avait des difficultés financières. Après avoir promis de rembourser le syndicat par un cinquième de toute la dot, il peut contracter le mariage. Par la suite, il essaie de rembourser son emprunt  et bien qu'il ait payé la majorité de ses créanciers, certains restent mécontents et font saisir ses meubles et divers biens qui sont vendus aux enchères.
Après son mariage Miguel est gratifié du titre de courtoisie de « duc de Viseu » par son père, mais ce titre n'est pas reconnu par le roi Manuel II, qui estime être le seul à pouvoir l'octroyer.
En 1911-1912, Miguel participe aux soulèvements pro-monarchistes conduits par Henrique Mitchell de Paiva Couceiro, dans une tentative infructueuse de renverser la Première République. Il est aussi très actif dans la collecte de fonds pour financer ces soulèvements.
Plus tard, Miguel trouve du travail à Londres où il est employé comme courtier par la firme Basil Montgomery, Fitzgerald & co. Bien que forcé de démissionner de l'armée portugaise, il retourne servir dans le corps motorisé de l'armée allemande pendant la Première Guerre mondiale, atteignant le rang de capitaine.
Après l'échec du soulèvement royaliste de 1919 (appelé « monarchie du Nord »), les royalistes de l'Intégralisme lusitanien cessent de soutenir l'ancien roi Manuel II et concluent avec les miguelistes du Parti légitimiste, l'accord de Bronnbach : les intégralistes se rallient à la branche migueliste des Bragance, à la condition que le duc de Bragance et son fils aîné, le duc de Viseu, renoncent à leurs droits en faveur du jeune Édouard de Bragance (demi-frère du duc de Viseu, et troisième fils du duc de Bragance). En effet, les intégralistes ne voulaient pas de « Michel II » et de son fils aîné, qui avaient soutenu les Empires centraux (ils avaient servi, les uns dans l'armée autrichienne — « Michel II » était Feldmarschall-Leutnant, et son deuxième fils, François-Joseph (pt) (1879-1919), était filleul de l'empereur éponyme —, l'autre  — le fils aîné, Michel, « duc de Viseu » — dans l'armée allemande comme capitaine) pendant la Première Guerre mondiale. Des représentants des deux mouvements monarchistes furent reçus le 18 juillet 1920 au château de Bronnbach (dans l'ancien grand-duché de Bade), par le prétendant migueliste, son épouse et leur héritier. Le 21 juillet 1920, Miguel de Bragance, « duc de Viseu », renonça, pour lui-même et ses descendants, à ses « droits » de succession au trône. Son père y renonça aussi, dix jours plus tard. Pour les légitimistes et pour les intégralistes, Édouard de Bragance (Duarte Nuno de Bragança) devenait le nouveau prétendant, sous le nom d'« Édouard II ».
Plus tard, Miguel de Bragance s'établit à New York, où il vend de l'assurance-vie (« Royal Prince Sells Life Insurance Here. » - p. 1 du New York Times daté du 3 janvier 1923), avant d'y mourir d'une pneumonie contractée à la suite d'une grippe, le 21 février 1923.

## Ascendance
|  |                                                     |  |  |  |  |  |  |  |  |  |  |  |  |  |  |  |
|  | 16. Pierre III de Portugal                          |  |  |  |  |  |  |  |  |  |  |  |  |  |  |  |
|  |                                                     |  |  |  |  |  |  |  |  |  |  |  |  |  |  |  |
|  |                                                     |  |  |  |  |  |  |  |  |  |  |  |  |  |  |  |
|  | 8. Jean VI de Portugal                              |  |  |  |  |  |  |  |  |  |  |  |  |  |  |  |
|  |                                                     |  |  |  |  |  |  |  |  |  |  |  |  |  |  |  |
|  |                                                     |  |  |  |  |  |  |  |  |  |  |  |  |  |  |  |
|  | 17. Marie Ire de Portugal                           |  |  |  |  |  |  |  |  |  |  |  |  |  |  |  |
|  |                                                     |  |  |  |  |  |  |  |  |  |  |  |  |  |  |  |
|  |                                                     |  |  |  |  |  |  |  |  |  |  |  |  |  |  |  |
|  | 4. Michel Ier de Portugal                           |  |  |  |  |  |  |  |  |  |  |  |  |  |  |  |
|  |                                                     |  |  |  |  |  |  |  |  |  |  |  |  |  |  |  |
|  |                                                     |  |  |  |  |  |  |  |  |  |  |  |  |  |  |  |
|  | 18. Charles IV d'Espagne                            |  |  |  |  |  |  |  |  |  |  |  |  |  |  |  |
|  |                                                     |  |  |  |  |  |  |  |  |  |  |  |  |  |  |  |
|  |                                                     |  |  |  |  |  |  |  |  |  |  |  |  |  |  |  |
|  | 9. Charlotte d'Espagne                              |  |  |  |  |  |  |  |  |  |  |  |  |  |  |  |
|  |                                                     |  |  |  |  |  |  |  |  |  |  |  |  |  |  |  |
|  |                                                     |  |  |  |  |  |  |  |  |  |  |  |  |  |  |  |
|  | 19. Marie-Louise de Parme                           |  |  |  |  |  |  |  |  |  |  |  |  |  |  |  |
|  |                                                     |  |  |  |  |  |  |  |  |  |  |  |  |  |  |  |
|  |                                                     |  |  |  |  |  |  |  |  |  |  |  |  |  |  |  |
|  | 2. Michel de Bragance                               |  |  |  |  |  |  |  |  |  |  |  |  |  |  |  |
|  |                                                     |  |  |  |  |  |  |  |  |  |  |  |  |  |  |  |
|  |                                                     |  |  |  |  |  |  |  |  |  |  |  |  |  |  |  |
|  | 20. Charles-Thomas de Löwenstein-Wertheim-Rosenberg |  |  |  |  |  |  |  |  |  |  |  |  |  |  |  |
|  |                                                     |  |  |  |  |  |  |  |  |  |  |  |  |  |  |  |
|  |                                                     |  |  |  |  |  |  |  |  |  |  |  |  |  |  |  |
|  | 10. Constantin de Löwenstein-Wertheim-Rosenberg     |  |  |  |  |  |  |  |  |  |  |  |  |  |  |  |
|  |                                                     |  |  |  |  |  |  |  |  |  |  |  |  |  |  |  |
|  |                                                     |  |  |  |  |  |  |  |  |  |  |  |  |  |  |  |
|  | 21. Countess Sophie Luise of Windisch-Grätz         |  |  |  |  |  |  |  |  |  |  |  |  |  |  |  |
|  |                                                     |  |  |  |  |  |  |  |  |  |  |  |  |  |  |  |
|  |                                                     |  |  |  |  |  |  |  |  |  |  |  |  |  |  |  |
|  | 5. Adélaïde de Löwenstein-Wertheim-Rosenberg        |  |  |  |  |  |  |  |  |  |  |  |  |  |  |  |
|  |                                                     |  |  |  |  |  |  |  |  |  |  |  |  |  |  |  |
|  |                                                     |  |  |  |  |  |  |  |  |  |  |  |  |  |  |  |
|  | 22. Charles-Louis de Hohenlohe-Langenbourg          |  |  |  |  |  |  |  |  |  |  |  |  |  |  |  |
|  |                                                     |  |  |  |  |  |  |  |  |  |  |  |  |  |  |  |
|  |                                                     |  |  |  |  |  |  |  |  |  |  |  |  |  |  |  |
|  | 11. Agnès de Hohenlohe-Langenbourg                  |  |  |  |  |  |  |  |  |  |  |  |  |  |  |  |
|  |                                                     |  |  |  |  |  |  |  |  |  |  |  |  |  |  |  |
|  |                                                     |  |  |  |  |  |  |  |  |  |  |  |  |  |  |  |
|  | 23. Amélie-Henriette de Solms-Baruth                |  |  |  |  |  |  |  |  |  |  |  |  |  |  |  |
|  |                                                     |  |  |  |  |  |  |  |  |  |  |  |  |  |  |  |
|  |                                                     |  |  |  |  |  |  |  |  |  |  |  |  |  |  |  |
|  | 1. Miguel de Bragança, duc de Viseu                 |  |  |  |  |  |  |  |  |  |  |  |  |  |  |  |
|  |                                                     |  |  |  |  |  |  |  |  |  |  |  |  |  |  |  |
|  |                                                     |  |  |  |  |  |  |  |  |  |  |  |  |  |  |  |
|  | 24. Charles-Alexandre de Tour et Taxis              |  |  |  |  |  |  |  |  |  |  |  |  |  |  |  |
|  |                                                     |  |  |  |  |  |  |  |  |  |  |  |  |  |  |  |
|  |                                                     |  |  |  |  |  |  |  |  |  |  |  |  |  |  |  |
|  | 12. Maximilian Karl de Tour et Taxis                |  |  |  |  |  |  |  |  |  |  |  |  |  |  |  |
|  |                                                     |  |  |  |  |  |  |  |  |  |  |  |  |  |  |  |
|  |                                                     |  |  |  |  |  |  |  |  |  |  |  |  |  |  |  |
|  | 25. Thérèse de Mecklembourg-Strelitz                |  |  |  |  |  |  |  |  |  |  |  |  |  |  |  |
|  |                                                     |  |  |  |  |  |  |  |  |  |  |  |  |  |  |  |
|  |                                                     |  |  |  |  |  |  |  |  |  |  |  |  |  |  |  |
|  | 6. Maximilien de Tour et Taxis                      |  |  |  |  |  |  |  |  |  |  |  |  |  |  |  |
|  |                                                     |  |  |  |  |  |  |  |  |  |  |  |  |  |  |  |
|  |                                                     |  |  |  |  |  |  |  |  |  |  |  |  |  |  |  |
|  | 26. Ernst de Dörnberg                               |  |  |  |  |  |  |  |  |  |  |  |  |  |  |  |
|  |                                                     |  |  |  |  |  |  |  |  |  |  |  |  |  |  |  |
|  |                                                     |  |  |  |  |  |  |  |  |  |  |  |  |  |  |  |
|  | 13. Wilhelmine de Dörnberg                          |  |  |  |  |  |  |  |  |  |  |  |  |  |  |  |
|  |                                                     |  |  |  |  |  |  |  |  |  |  |  |  |  |  |  |
|  |                                                     |  |  |  |  |  |  |  |  |  |  |  |  |  |  |  |
|  | 27. Wilhelmine Henriette Maximiliane von Glauburg   |  |  |  |  |  |  |  |  |  |  |  |  |  |  |  |
|  |                                                     |  |  |  |  |  |  |  |  |  |  |  |  |  |  |  |
|  |                                                     |  |  |  |  |  |  |  |  |  |  |  |  |  |  |  |
|  | 3. Elisabeth von Thurn and Taxis                    |  |  |  |  |  |  |  |  |  |  |  |  |  |  |  |
|  |                                                     |  |  |  |  |  |  |  |  |  |  |  |  |  |  |  |
|  |                                                     |  |  |  |  |  |  |  |  |  |  |  |  |  |  |  |
|  | 28. Pie Auguste en Bavière                          |  |  |  |  |  |  |  |  |  |  |  |  |  |  |  |
|  |                                                     |  |  |  |  |  |  |  |  |  |  |  |  |  |  |  |
|  |                                                     |  |  |  |  |  |  |  |  |  |  |  |  |  |  |  |
|  | 14. Maximilien en Bavière                           |  |  |  |  |  |  |  |  |  |  |  |  |  |  |  |
|  |                                                     |  |  |  |  |  |  |  |  |  |  |  |  |  |  |  |
|  |                                                     |  |  |  |  |  |  |  |  |  |  |  |  |  |  |  |
|  | 29. Amélie Louise d'Arenberg                        |  |  |  |  |  |  |  |  |  |  |  |  |  |  |  |
|  |                                                     |  |  |  |  |  |  |  |  |  |  |  |  |  |  |  |
|  |                                                     |  |  |  |  |  |  |  |  |  |  |  |  |  |  |  |
|  | 7. Hélène en Bavière                                |  |  |  |  |  |  |  |  |  |  |  |  |  |  |  |
|  |                                                     |  |  |  |  |  |  |  |  |  |  |  |  |  |  |  |
|  |                                                     |  |  |  |  |  |  |  |  |  |  |  |  |  |  |  |
|  | 30. Maximilien Ier de Bavière                       |  |  |  |  |  |  |  |  |  |  |  |  |  |  |  |
|  |                                                     |  |  |  |  |  |  |  |  |  |  |  |  |  |  |  |
|  |                                                     |  |  |  |  |  |  |  |  |  |  |  |  |  |  |  |
|  | 15. Ludovica de Bavière                             |  |  |  |  |  |  |  |  |  |  |  |  |  |  |  |
|  |                                                     |  |  |  |  |  |  |  |  |  |  |  |  |  |  |  |
|  |                                                     |  |  |  |  |  |  |  |  |  |  |  |  |  |  |  |
|  | 31. Caroline de Bade                                |  |  |  |  |  |  |  |  |  |  |  |  |  |  |  |
|  |                                                     |  |  |  |  |  |  |  |  |  |  |  |  |  |  |  |
|  |                                                     |  |  |  |  |  |  |  |  |  |  |  |  |  |  |  |

## Titulature
- 22 septembre 1878 – 9 juillet 1909 : Son Altesse royale Miguel de Bragança, infant de Portugal (naissance) ;
- 9 juillet 1909 – 21 septembre 1920 :Son Altesse royale le duc de Viseu.